# General O'Brien
General O'Brien är en ort i Argentina.   Den ligger i provinsen Buenos Aires, i den centrala delen av landet, 220 km väster om huvudstaden Buenos Aires. General O'Brien ligger 71 meter över havet och antalet invånare är 2 488.
Terrängen runt General O'Brien är mycket platt. Runt General O'Brien är det glesbefolkat, med 18 invånare per kvadratkilometer..
Trakten runt General O'Brien består till största delen av jordbruksmark.